# Lal Chand Mehra
Pour les articles homonymes, voir Mehra.

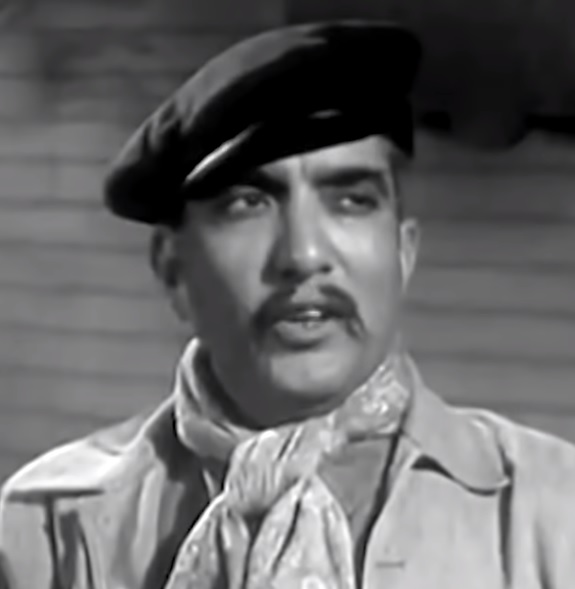
Dans Windjammer (1937)

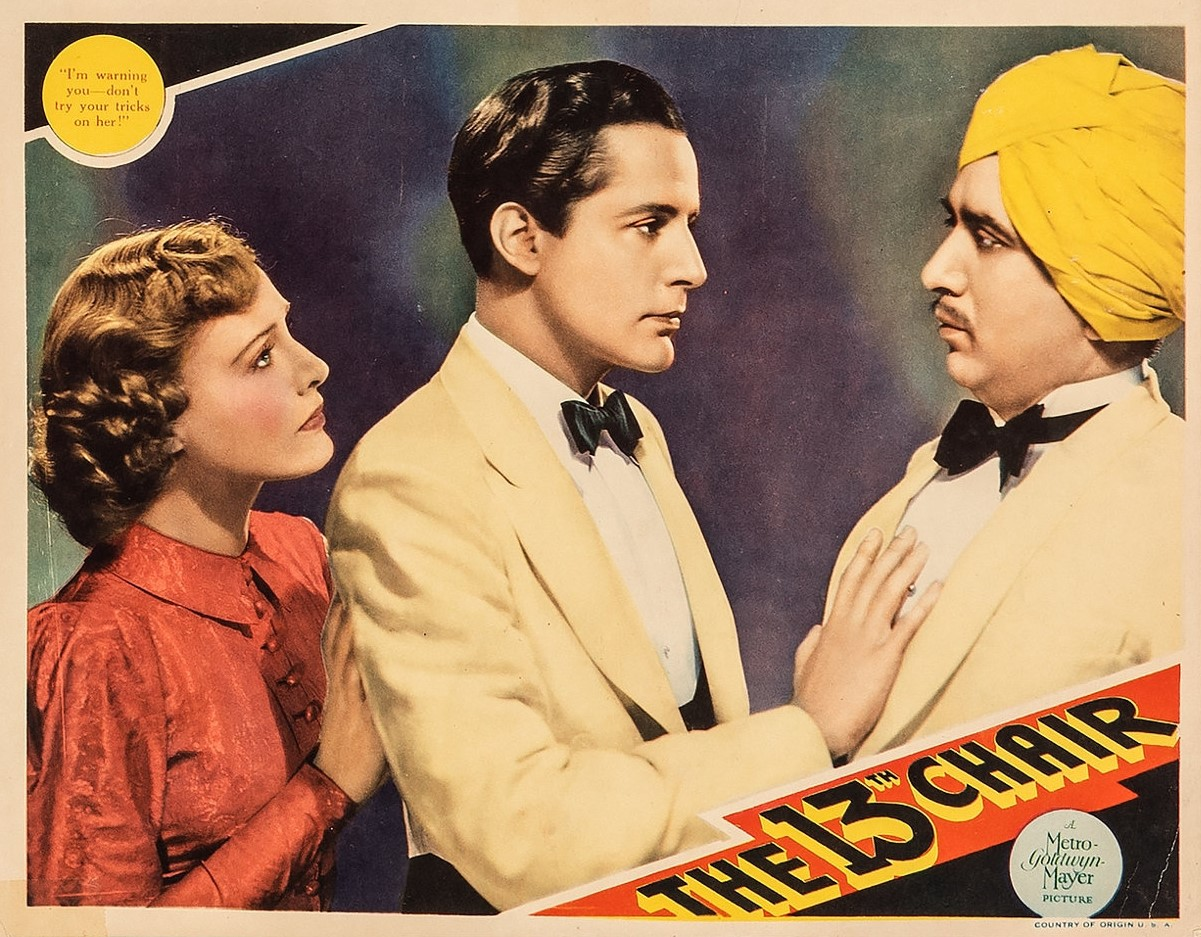
Madge Evans, Thomas Beck et Lal Chand Mehra (de g. à d.), dans La Treizième Chaise (1937, poster promotionnel)

Lal Chand Mehra, né le 14 août 1897 à Amritsar (Pendjab, Inde ; alors Raj britannique) et mort le 21 octobre 1980 à Los Angeles, est un acteur britannique d'ascendance indienne.

## Biographie
Après des études à l'Université du Pendjab à Lahore, Lal Chand Mehra émigre aux États-Unis et poursuit sa formation à l'Université de Californie à Berkeley. Installé à Los Angeles, il épouse en 1933 une violoniste locale, Georgia Williams (née en 1905, décédée après 1980).
Dans son pays d'adoption, il devient acteur de second rôle (parfois non crédité), le plus souvent de type indien, son premier film étant Le Roi des rois de Cecil B. DeMille (1927, avec H. B. Warner et Dorothy Cumming). Suivent quarante-quatre autres films américains, dont La Treizième Chaise de Tod Browning (son deuxième film, 1929, avec Conrad Nagel et Leila Hyams) puis son remake de 1937 sous le même titre, réalisé par George B. Seitz (avec May Whitty et Lewis Stone), Singapour de John Brahm (1947, avec Fred MacMurray et Ava Gardner), ou encore Les Rubis du prince birman d'Allan Dwan (1955, avec Barbara Stanwyck et Robert Ryan).
Le dernier film de Lal Chand Mehra est Les Feux de l'enfer d'Andrew V. McLaglen (1968, avec John Wayne et Katharine Ross). L'année précédente (1967), il tient son unique rôle à la télévision américaine, dans un épisode de la série Ma sorcière bien-aimée.
Il meurt à Los Angeles en 1980, à 83 ans.

## Filmographie

### Cinéma (sélection)
(acteur, sauf mention contraire ou complémentaire)
- 1927 : Le Roi des rois (The King of Kings) de Cecil B. DeMille : un figurant
- 1929 : La Treizième Chaise (The Thirteenth Chair) de Tod Browning : Chotee (+ conseiller technique)
- 1930 : La Déesse rouge (The Green Goddess) d'Alfred E. Green (conseiller technique)
- 1930 : Kismet de John Francis Dillon (conseiller technique)
- 1932 : Le Masque d'or (The Mask of Fu Manchu) de Charles Brabin : un prince indien
- 1934 : L'Espionne Fräulein Doktor (Stamboul Quest)  de Sam Wood : un officier turc
- 1935 : Bons pour le service (Bonnie Scotland) de James W. Horne : un hindou
- 1936 : Anthony Adverse de Mervyn LeRoy : un arabe
- 1936 : La Charge de la brigade légère (The Charge of the Light Brigade) de Michael Curtiz : un cipaye
- 1936 : L'Appel de la folie (College Holiday) de Frank Tuttle : Rahma
- 1937 : La Treizième Chaise (The Thirteenth Chair) de George B. Seitz : Professeur Feringeea
- 1937 : Windjammer (en) d'Ewing Scott (en) : Willy
- 1937 : La Mascotte du régiment (Wee Willie Winkie) de John Ford : un serviteur
- 1938 : Tempête sur le Bengale (Storm Over Bengal) de Sidney Salkow : un assistant d'Abdul Mir
- 1939 : Mr. Moto's Last Warning de Norman Foster : un douanier
- 1939 : Gunga Din de George Stevens : Jadoo
- 1939 : Island of Lost Men de Kurt Neumann : un hindou
- 1939 : La Mousson (The Rains Came) de Clarence Brown : Jama Singh
- 1940 : Murder Over New York d'Harry Lachman : Ramullah
- 1942 : Casablanca de Michael Curtiz : un policier
- 1942 : La Pagode en flammes (China Girl) d'Henry Hathaway : un employé de bureau
- 1943 : The Phantom de B. Reeves Eason (serial) : Suba
- 1944 : Les Blanches Falaises de Douvres (The White Cliffs of Dover) de Clarence Brown : un étudiant indien
- 1944 : L'amour cherche un toit (Standng Room Only) de Sidney Lanfield : Bey
- 1944 : Le Masque de Dimitrios (The Mask of Dimitrios) de Jean Negulesco : un serviteur turc
- 1946 : Le Fil du rasoir (The Razor's Edge) d'Edmund Goulding (conseiller technique)
- 1947 : Singapour (Singapore) de John Brahm : M. Hussein
- 1947 : Meurtres à Calcutta (Calcutta) de John Farrow : un capitaine
- 1948 : Le Mangeur d'hommes (en) (Man-Eater of Kumaon) de Byron Haskin : un fermier
- 1950 : Kim de Victor Saville : un policier
- 1953 : Appelez-moi Madame (Call Me Madam) de Walter Lang : le ministre de Magrador
- 1953 : Capitaine King (King of the Khyber Rifles) d'Henry King : un chef de tribu
- 1955 : Les Rubis du prince birman (Escape to Burma) d'Allan Dwan : Poo Kan
- 1968 : Les Feux de l'enfer (Hellfighters) d'Andrew V. McLaglen : Dr Songla

### Télévision (intégrale)
- 1967 : Ma sorcière bien-aimée (Bewitched), saison 4, épisode 1 Vive la reine ! (Long Live the Queen) de William Asher : Warlock